# Châtillon-sur-Marne
Châtillon-sur-Marne ist eine französische Gemeinde mit 621 Einwohnern (Stand 1. Januar 2022) im Département Marne in der Region Grand Est. Sie gehört zum Arrondissement Épernay und zum Kanton Dormans-Paysages de Champagne (bis 2015: Châtillon-sur-Marne).
Die Gemeinde liegt an der Marne, 18 Kilometer westlich von Épernay und etwa 35 Kilometer südwestlich von Reims.

## Geschichte
Châtillon-sur-Marne ist als Herrschaft Châtillon der Stammsitz des Hauses Châtillon.
Am 1. März 2006 wurde ein Teil der Gemeinde ausgegliedert, um die Gemeinde Cuisles zu bilden.

## Bevölkerungsentwicklung
| Jahr      | 1962 | 1968 | 1975 | 1982 | 1990 | 1999 | 2008 | 2018 |
| Einwohner | 927  | 945  | 913  | 856  | 856  | 843  | 702  | 645  |

## Sehenswürdigkeiten
- Ruinen der mittelalterlichen Motte
- Kirche Notre-Dame

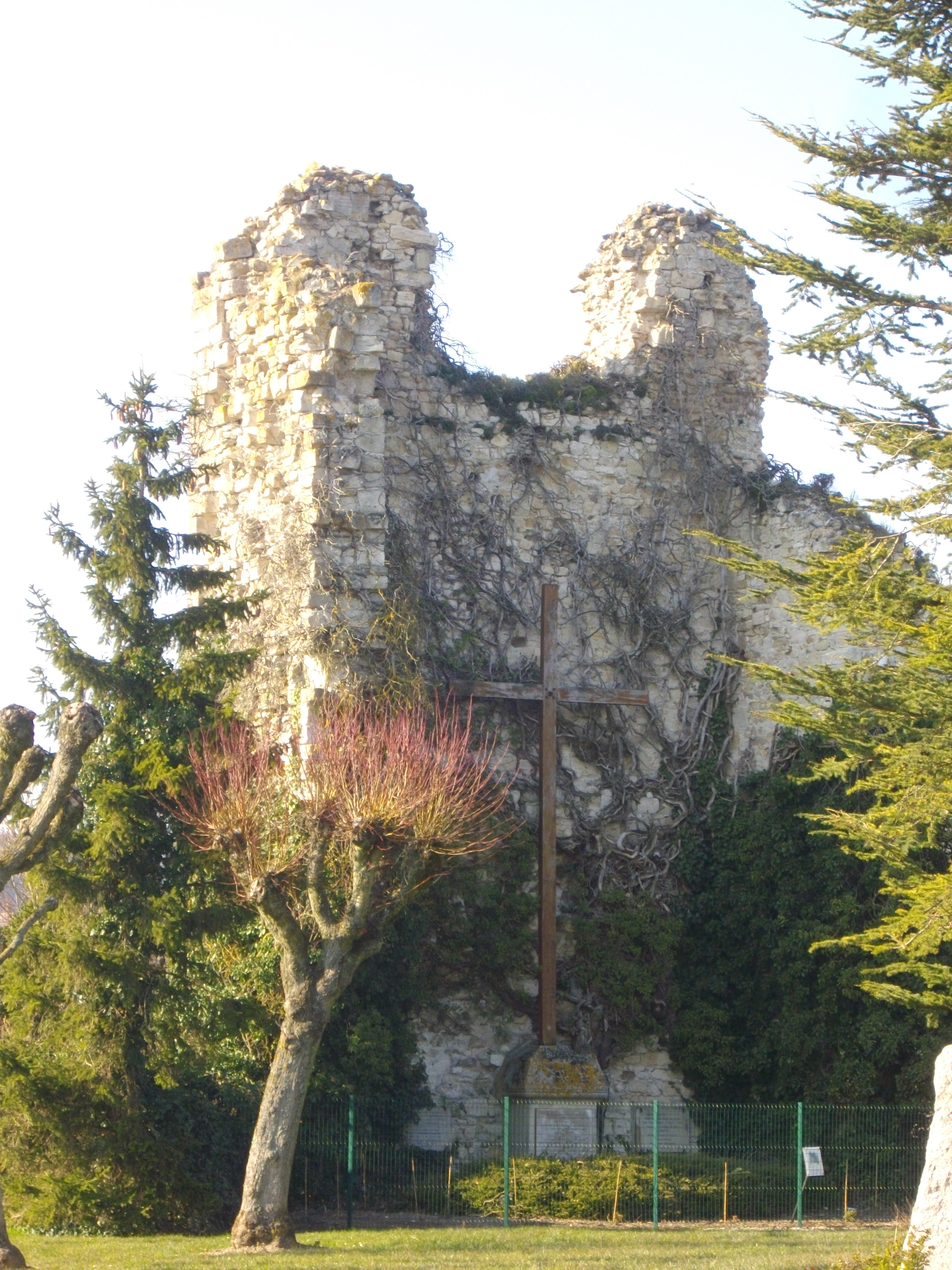
Burgruine
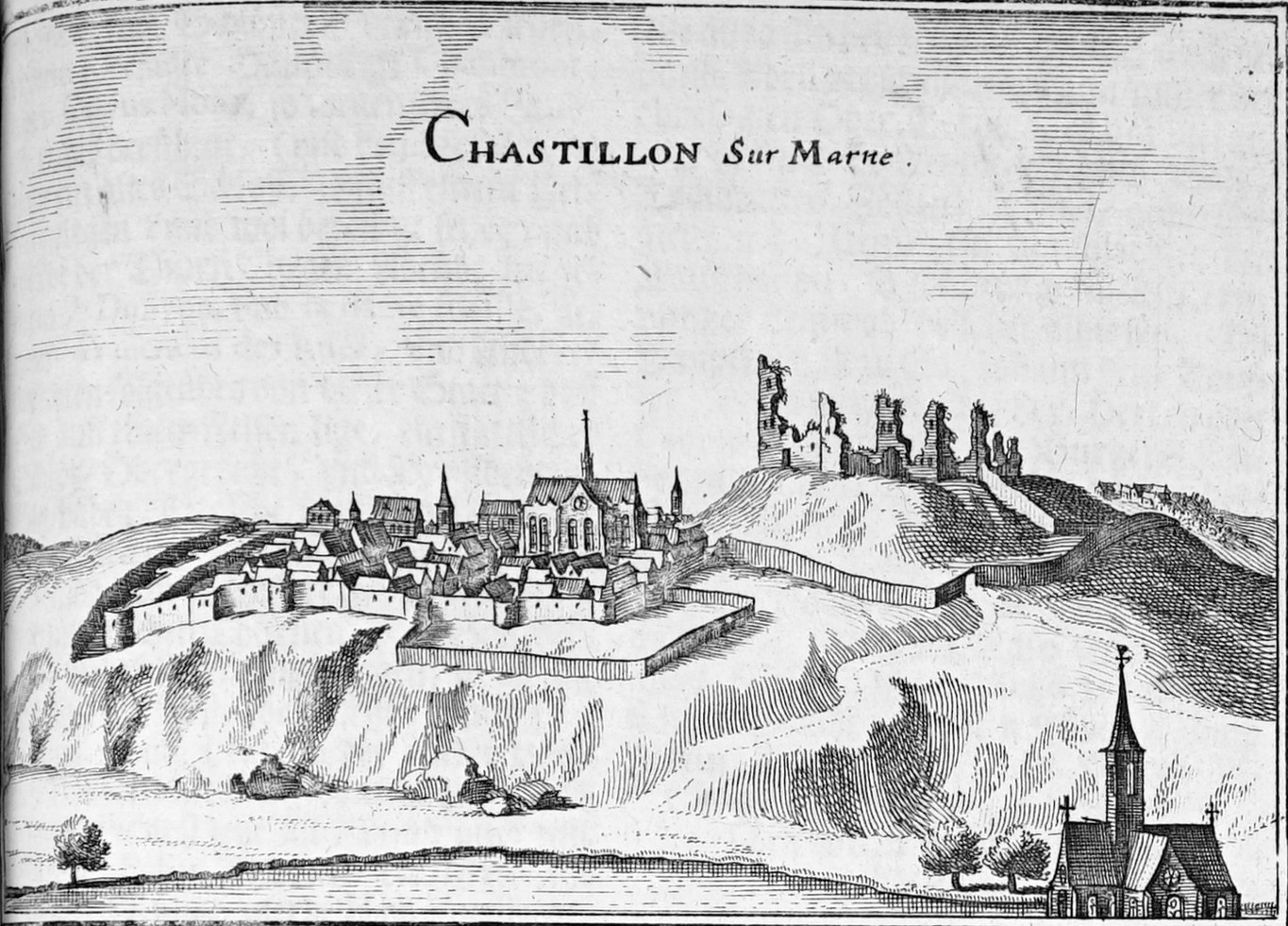
Burgruine und Stadt (1656)
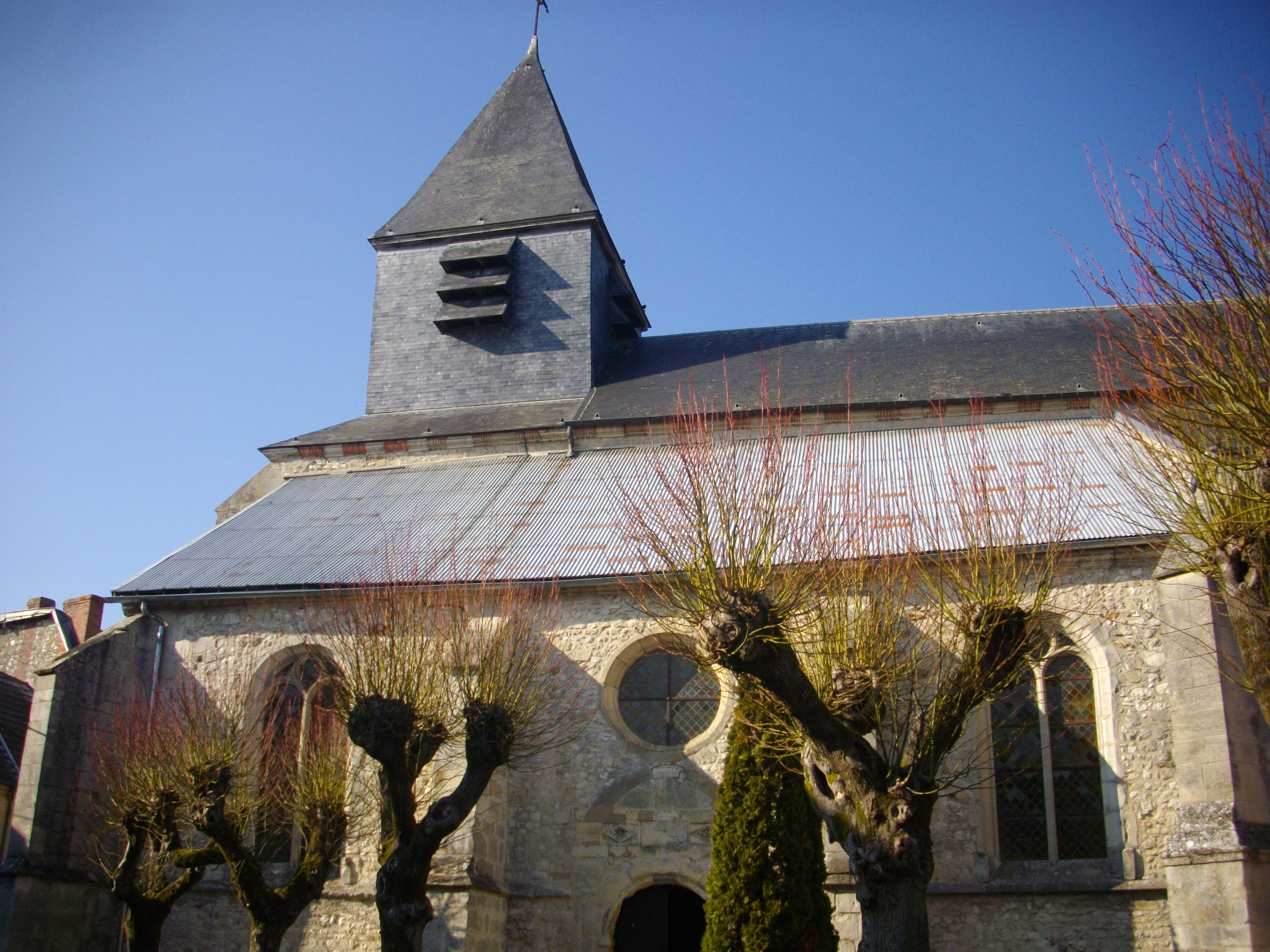
Kirche Notre-Dame